# اقتصاد أزرق

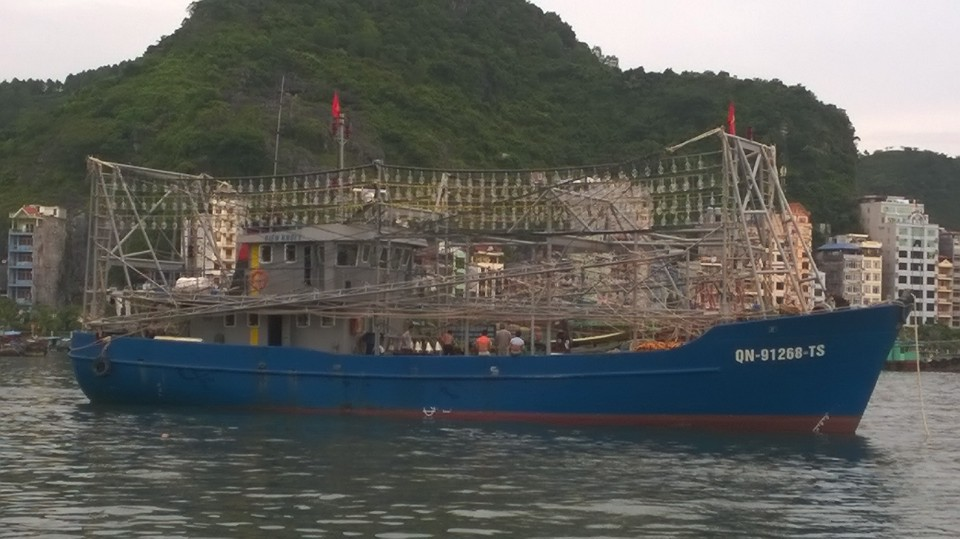

الاقتصاد الأزرق هو مصطلح اقتصادي يعني استغلال البيئة البحرية والحفاظ عليها، ويختلف تفسيرها من منظمة لأخرى.

## تعريفات
وفقًا للبنك الدولي، فالاقتصاد الأزرق هوَ «الاستخدام المستدام لموارد المحيطات من أجل تحقيق النمو الاقتصادي، وتحسين سبل المعيشة والوظائف، مع الحفاظ على النظام البيئي للمحيطات.» في المقابل؛ تُعرّف المفوضية الأوروبية المصطلح على أنّه «جميع الأنشطة الاقتصادية المتعلقة بالمحيطات والبحار والسواحل. وتغطي مجموعة واسعة من القطاعات الناشئة والمترابطة.» أمّا دول الكومنولث فتعتبرُ الاقتصاد الأزرق «مفهومًا ناشئًا يُشجّع الإشراف الأفضل على محيطنا (أو الموارد الزرقاء).»